# عجوقة جميلة
عجوقة جميلة (الاسم العلمي: Ajuga spectabilis) هي نوع نباتي يتبع جنس العجوقة من فصيلة الشفوية.